# Anolis microtus
Anolis microtus är en ödleart som beskrevs av  Cope 1871. Anolis microtus ingår i släktet anolisar, och familjen Polychrotidae. Inga underarter finns listade i Catalogue of Life.

## Bildgalleri

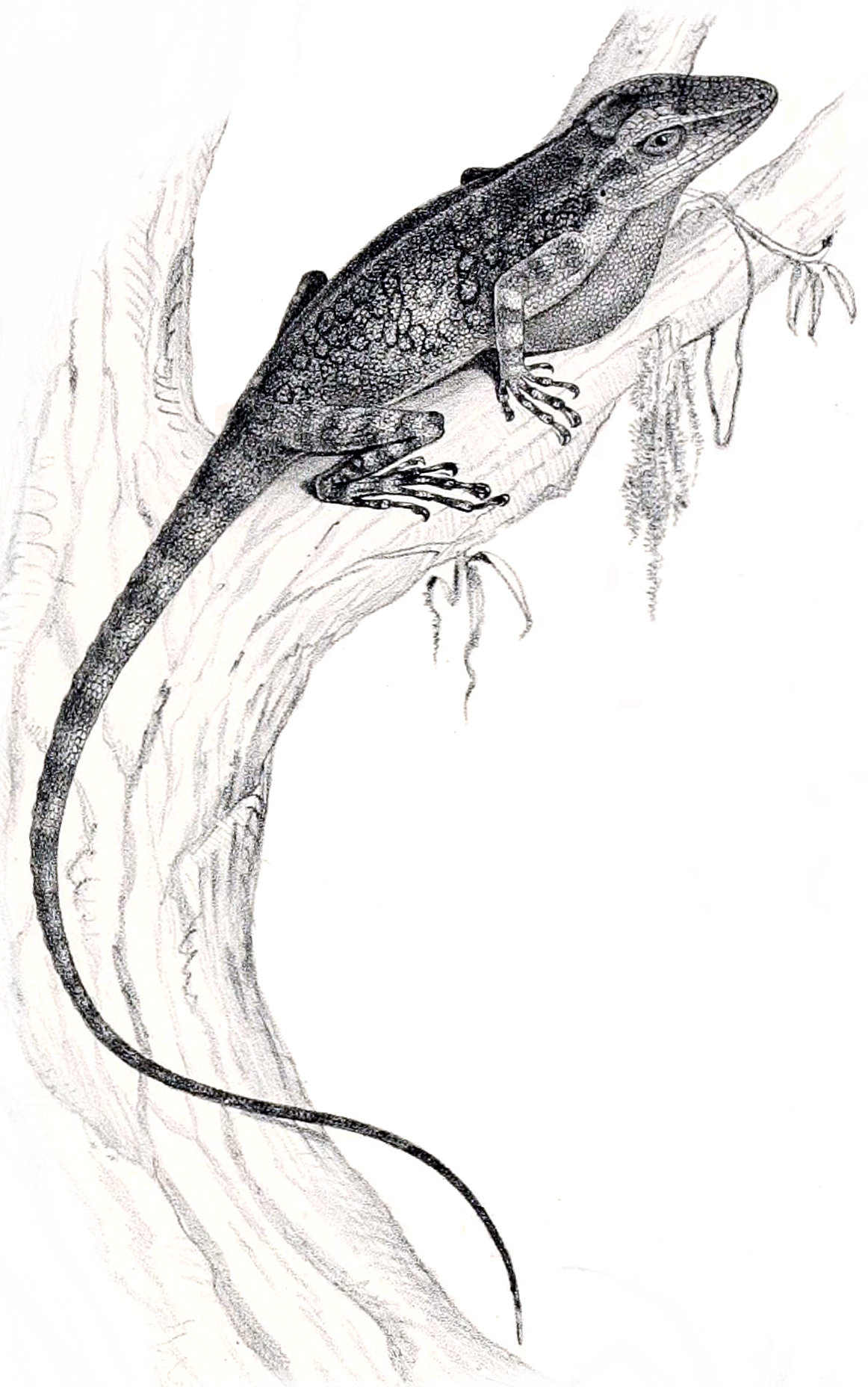